# Springfield Township (comté de Mercer, Pennsylvanie)
Pour les articles homonymes, voir Springfield Township.
Springfield Township est un township du comté de Mercer, en Pennsylvanie, aux États-Unis.